# Саут-Зейнсвілл (Огайо)
Саут-Зейнсвілл (англ. South Zanesville) — селище (англ. village) в США, в окрузі Маскінґам штату Огайо. Населення — 1894 особи (2020).

## Географія
Саут-Зейнсвілл розташований за координатами 39°54′13″ пн. ш. 82°1′5″ зх. д. / 39.90361° пн. ш. 82.01806° зх. д. (39.903618, -82.017941).  За даними Бюро перепису населення США в 2010 році селище мало площу 2,15 км², уся площа — суходіл.

## Демографія
Згідно з переписом 2010 року, у селищі мешкало 1989 осіб у 830 домогосподарствах у складі 539 родин. Густота населення становила 927 осіб/км².  Було 902 помешкання (420/км²).
Расовий склад населення:
| - 94,1 % — білих - 3,0 % — чорних або афроамериканців - 0,3 % — корінних американців - 0,1 % — вихідців з тихоокеанських островів - 0,1 % — азіатів |

До двох чи більше рас належало 2,4 %. Частка іспаномовних становила 0,3 % від усіх жителів.
За віковим діапазоном населення розподілялося таким чином: 25,9 % — особи молодші 18 років, 60,7 % — особи у віці 18—64 років, 13,4 % — особи у віці 65 років та старші. Медіана віку мешканця становила 37,1 року. На 100 осіб жіночої статі у селищі припадало 93,5 чоловіків;  на 100 жінок у віці від 18 років та старших — 89,8 чоловіків також старших 18 років.
Середній дохід на одне домашнє господарство  становив 41 574 долари США (медіана — 34 559), а середній дохід на одну сім'ю — 46 763 долари (медіана — 39 688). За межею бідності перебувало 23,0 % осіб, у тому числі 31,3 % дітей у віці до 18 років та 6,8 % осіб у віці 65 років та старших.
Цивільне працевлаштоване населення становило 972 особи. Основні галузі зайнятості: роздрібна торгівля — 23,4 %, освіта, охорона здоров'я та соціальна допомога — 18,2 %, мистецтво, розваги та відпочинок — 12,1 %, виробництво — 11,8 %.